# Finlandia ai Giochi della X Olimpiade
La Finlandia partecipò ai Giochi della X Olimpiade, svoltisi a Los Angeles, Stati Uniti, dal 30 luglio al 14 agosto 1932, con una delegazione di 40 atleti impegnati in cinque discipline.

## Medagliere

### Per discipline
| Sport              | Oro | Argento | Bronzo | Totale |
| ------------------ | --- | ------- | ------ | ------ |
| Atletica leggera   | 3   | 4       | 4      | 11     |
| Lotta greco-romana | 1   | 2       | 1      | 4      |
| Lotta libera       | 1   | 1       | 2      | 4      |
| Ginnastica         | 0   | 1       | 4      | 5      |
| Pugilato           | 0   | 0       | 1      | 1      |
| Totale             | 5   | 8       | 12     | 25     |

### Medaglie
| Medaglia | Atleta                                                                                     | Sport              | Evento                          |
| -------- | ------------------------------------------------------------------------------------------ | ------------------ | ------------------------------- |
| Oro      | Lauri Lehtinen                                                                             | Atletica leggera   | 5000 metri piani                |
| Oro      | Volmari Iso-Hollo                                                                          | Atletica leggera   | 3460 metri siepi                |
| Oro      | Matti Järvinen                                                                             | Atletica leggera   | Lancio del giavellotto maschile |
| Oro      | Väinö Kokkinen                                                                             | Lotta greco-romana | Pesi medi                       |
| Oro      | Hermanni Pihlajamäki                                                                       | Lotta libera       | Pesi piuma                      |
| Argento  | Volmari Iso-Hollo                                                                          | Atletica leggera   | 10000 metri piani               |
| Argento  | Ville Pörhölä                                                                              | Atletica leggera   | Lancio del martello             |
| Argento  | Matti Sippala                                                                              | Atletica leggera   | Lancio del giavellotto maschile |
| Argento  | Akilles Järvinen                                                                           | Atletica leggera   | Decathlon                       |
| Argento  | Heikki Savolainen                                                                          | Ginnastica         | Sbarra                          |
| Argento  | Väinö Kajander                                                                             | Lotta greco-romana | Pesi welter                     |
| Argento  | Onni Pellinen                                                                              | Lotta greco-romana | Pesi medio-massimi              |
| Argento  | Kyösti Luukko                                                                              | Lotta libera       | Pesi medi                       |
| Bronzo   | Lauri Virtanen                                                                             | Atletica leggera   | 5000 metri piani                |
| Bronzo   | Lauri Virtanen                                                                             | Atletica leggera   | 10000 metri piani               |
| Bronzo   | Armas Toivonen                                                                             | Atletica leggera   | Maratona                        |
| Bronzo   | Eino Penttilä                                                                              | Atletica leggera   | Lancio del giavellotto maschile |
| Bronzo   | Heikki Savolainen                                                                          | Ginnastica         | Concorso individuale maschile   |
| Bronzo   | Heikki Savolainen Mauri Nyberg-Noroma Einari Teräsvirta Ilmari Pakarinen Martti Uosikkinen | Ginnastica         | Concorso a squadre maschile     |
| Bronzo   | Heikki Savolainen                                                                          | Ginnastica         | Parallele simmetriche           |
| Bronzo   | Einari Teräsvirta                                                                          | Ginnastica         | Sbarra                          |
| Bronzo   | Lauri Koskela                                                                              | Lotta greco-romana | Pesi piuma                      |
| Bronzo   | Aatos Jaskari                                                                              | Lotta libera       | Pesi gallo                      |
| Bronzo   | Eino Leino                                                                                 | Lotta libera       | Pesi welter                     |
| Bronzo   | Bruno Ahlberg                                                                              | Pugilato           | Pesi welter                     |